# Морська тераса

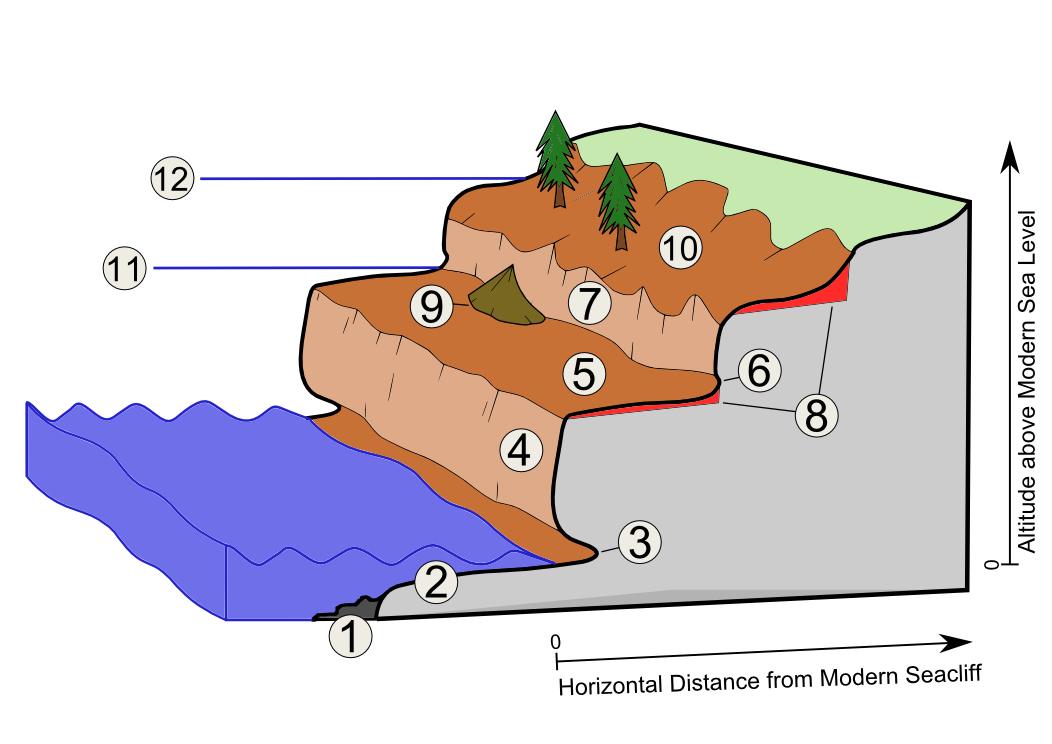
Модель утворення морської тераси

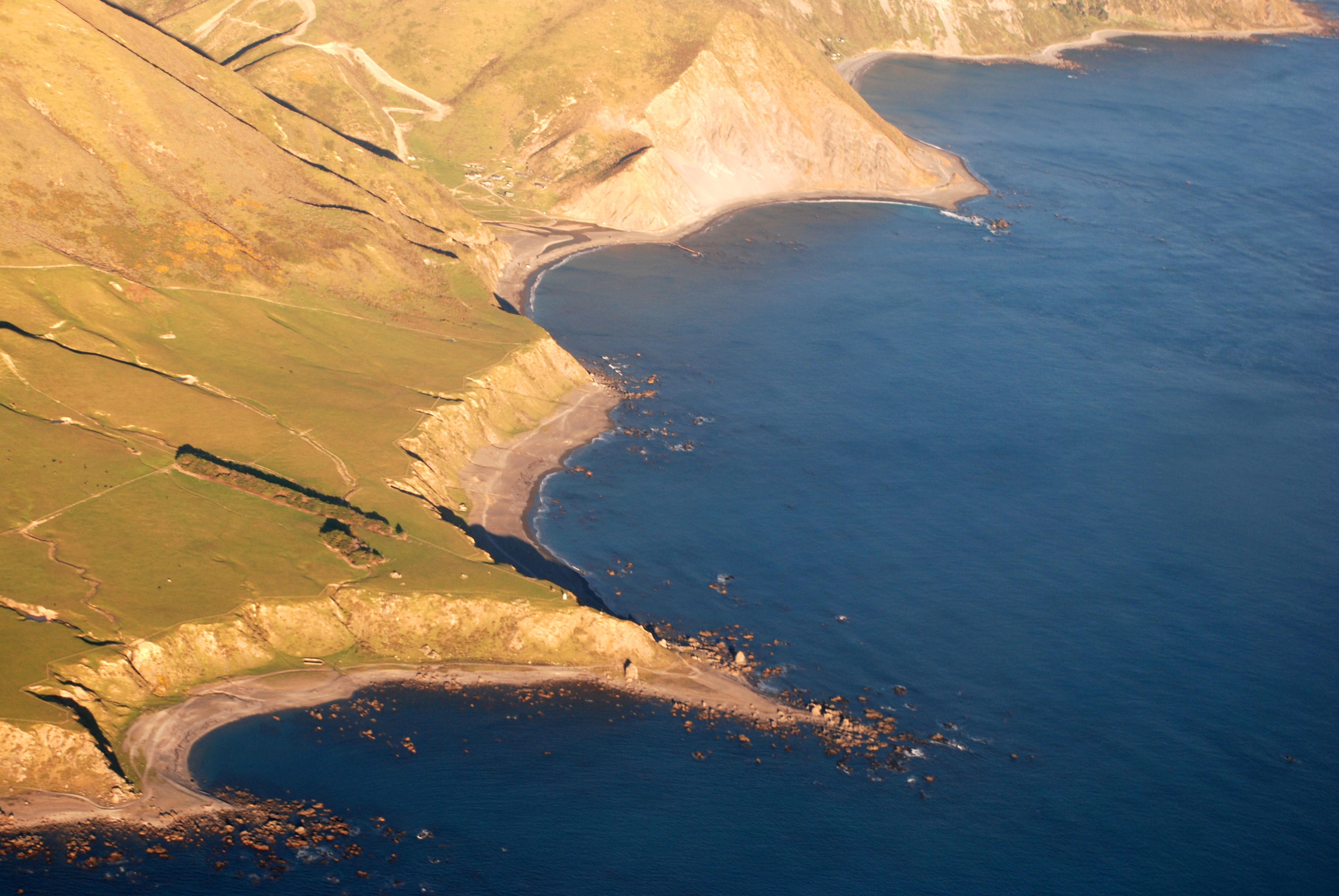
Сучасні морські тераси, Нова Зеландія

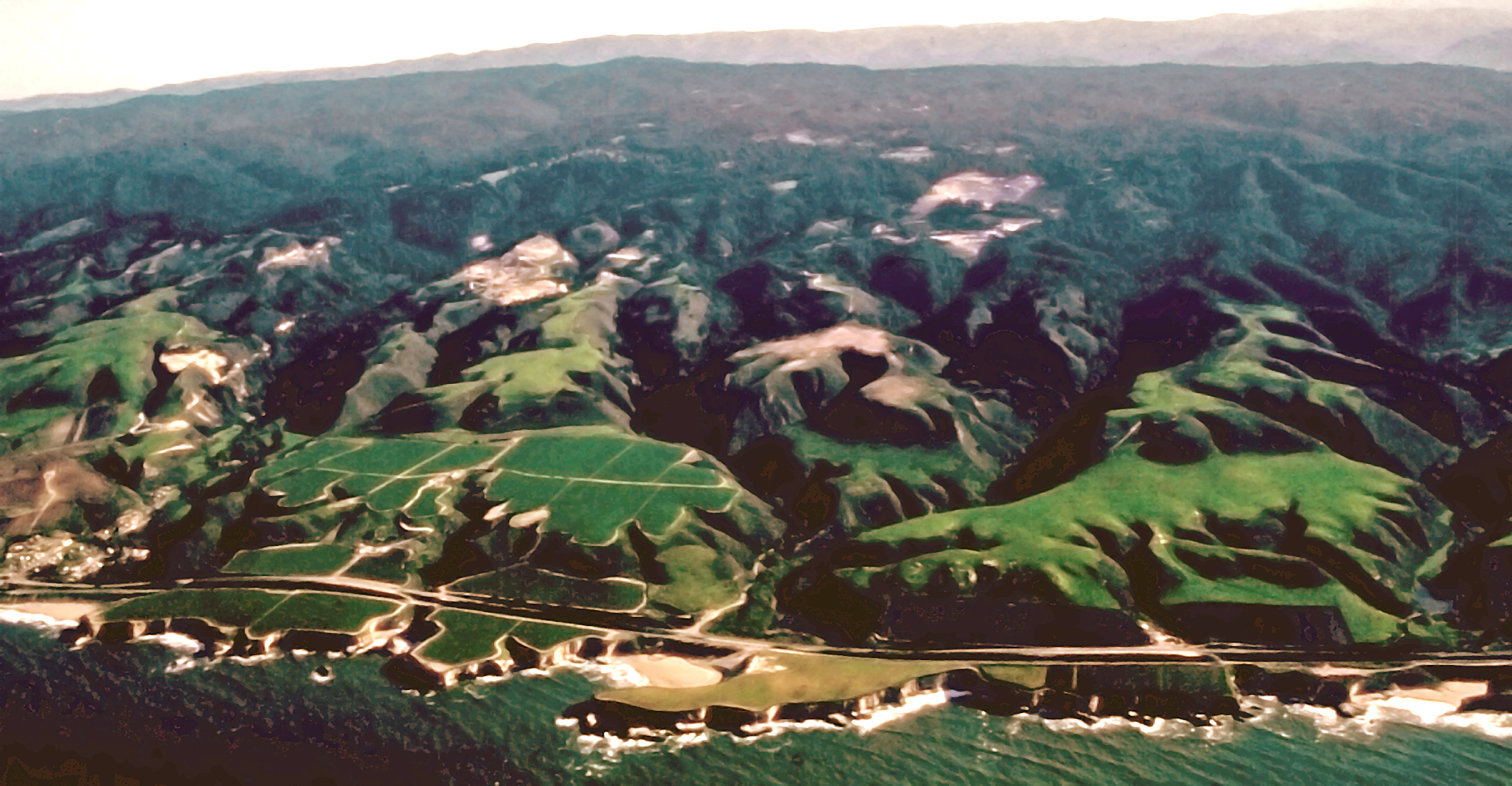
Древні морські тераси поблизу Санта-Круза, Каліфорнія

Морська тераса (англ. sea terrace, нім. Seeterrasse f, Meeresterrasse f) — давній пляж і абразійна платформа, які вийшли з області руйнівної діяльності морського прибою внаслідок підняття суші або евстатичного опускання рівня моря. Іноді вивищуються декількома ярусами. Приклад — береги Чорноморського узбережжя Кавказу. Зустрічаються також підводні (затоплені) морські тераси — результат опускання суші або евстатичного підіймання рівня моря.

## Сучасні морські тераси
Сучасна морська тераса — невисоко піднята акумулятивна тераса, що формується за сучасних умов. Утворюється при різкому повороті берегових ліній убік моря, що викликає гальмування потоку берегових наносів або ж у результаті інтенсивної акумуляції, коли дія прибійного потоку не торкається раніше акумульованих пляжних відкладів.
Розрізняють сучасні морські тераси:
- донного живлення, що переважно формується під дією поперечного переміщення наносів;
- берегового живлення, складену матеріалом, принесеним потоками наносів вздовж берега[2].